# Abdullah Al-Buloushi
Abdullah Al-Buloushi ((en árabe: عبد الله البلوشي‎); Kuwait; 5 de septiembre de 1960) es un exfutbolista kuwaití que jugaba en la posición de centrocampista.

## Carrera

### Club
Jugó toda su carrera con el Al-Arabi de 1977 a 1989, equipo con el que logró ser campeón de liga en siete ocasiones, ganó dos copas del Emir y la Copa de Clubes Campeones del Golfo en 1982.

### Selección nacional
Jugó para Kuwait de 1980 a 1986 en 26 partidos y anotó un gol, el cual fue en la Copa Mundial de Fútbol de 1982 en la derrota por 1-4 ante Francia. También fue campeón de la Copa Asiática 1980 y tercer lugar en la Copa Asiática 1984, además de ser parte de la selección que jugó en los Juegos Olímpicos de Moscú 1980.

## Logros

### Club

#### Torneos nacionales
- STC Premier League: 7

1979–80, 1981–82, 1982–83, 1983–84, 1984–85, 1987–88, 1988–89
- Copa del Emir de Kuwait: 2

1980–81, 1982–83
- Kuwait Joint League: 2

1984–85, 1988–89

#### Torneos internacionales
- Copa de Clubes Campeones del Golfo: 1

1982

### Selección nacional
- Copa Asiática: 1

1980